# Llista de pobles ibèrics preromans

Principals àrees lingüístiques a Ibèria pels volts del 300 aC

Aquesta és una llista del poblacions preromanes de la península Ibèrica (Hispània romana - actuals Andorra, Portugal i Espanya).

## No-Indoeuropeus
- Aquitans
  - Aquitani
  - Autrígons - alguns els consideren celtes.[1]
  - Caristis - alguns els consideren celtes.[1]
  - Vàrduls - alguns els consideren celtes.[1]
  - Vascons
- Ibers
  - Ausetans
  - Bastetans
  - Bebrics (Pirineus)
  - Cossetans
  - Contestans
  - Edetans
  - Girísens
  - Ilercavons
  - Ilergets
  - Indigets
  - Laietans
  - Mastians
  - Oretans - alguns els consideren celtes.[1]
  - Sedetans
  - Suessetans

## Indoeuropeus
- Protoindoeuropeus

- Protoceltes i Celtes:

| - Albions - Al·lòtriges - Arevacs - Àsturs - Brigequins - Pésics - Runcons - Tiburs - Bardis - Berons - Bel·les - Bletons - Bràcars - Càntabres - Caristis - Salens - Sappi - Vennenses - Carpetans - Celtibers - Cèltics | - Coelerns - Conis. - Cratistis - Equesis - Galaics - Germanis (Oretània) - Grovis - Iadons - Interàmics - Leuni - Límics - Luanqui - Lucenses - Lusitans - Lusons - Lobetans - Melesses - Narbasi - Nemetati - Òlcades - Pésures - Pelèndons | - Plentauri - Quaquerns - Saefes - Seurri - Seurbi - Tamagani - Tartessis. - Tapoli - Tits - Turboletae - Turdetans. - Turduli Veteres - Turduls - Turdulorum Oppida - Turods - Turmogues - Uraci - Vacceus - Vetons - Zoelae |

## Grups íbers a Catalunya
- Airenosis
- Andosins
- Ausetans
- Bargusis
- Castel·lans
- Ceretans
- Cossetans
- Elísics
- Iacetans
- Ilercavons
- Ilergets
- Indigets
- Lacetans
- Laietans
- Sordons